# تپه دوغی
تپه دوغی مربوط به سده‌های میانه دوران‌های تاریخی پس از اسلام است و در شهرستان شاهرود، بخش مرکز ی، دهستان حومه، غرب روستای تل واقع شده و این اثر در تاریخ ۲۶ اسفند ۱۳۸۶ با شمارهٔ ثبت ۲۲۱۶۳ به‌عنوان یکی از آثار ملی ایران به ثبت رسیده است.